# Liste von Persönlichkeiten der New Yorker Universität The New School
Liste von Persönlichkeiten der New Yorker Universität The New School (seit 1970 inklusive der Parsons School of Design):

## Absolventen
- Stephen Addiss, Kunst-Professor (Ostasien-Experte) und Bildender Künstler[1]
- Stanley Aronowitz, Soziologie-Professor, US Green Party
- Beatrice Arthur, Schauspielerin
- James Baldwin, Schriftsteller
- Sue de Beer, Videokünstlerin
- Harry Belafonte, Popsänger
- Ruth Benedict, Ethnologin
- Medea Benjamin, Politikerin (US Green Party), Mitbegründerin der NGO „Global Exchange“
- Douglas Cliggott, Chef-Investmentstratege der Bank JPMorgan Chase
- Tony Curtis, Schauspieler
- Paul Dano, Schauspieler
- Ani DiFranco, Singer-Songwriterin
- William Donohue, Soziologe, Präsident der US Catholic League
- Omar Doom, Schauspieler und Musiker
- Mike Doughty, Singer-Songwriter
- Johannes Enders, Jazz-Saxophonist und Bandleader
- Deborah Eisenberg, Schriftstellerin
- Jesse Eisenberg, Schauspieler
- Peter Falk, Schauspieler
- Ed Fancher, Mitbegründer der Zeitschrift The Village Voice
- Millicent Fenwick, Verlegerin, Politikerin, Diplomatin
- Tom Ford, Modeschöpfer
- Abraham Foxman, Präsident der Anti-Defamation League
- Ben Gazzara, Schauspieler
- Hage Geingob, Premierminister Namibias
- Richard Grathoff, Soziologie-Professor, Phänomenologe
- Larry Harlow, Musiker[2]
- Lorraine Hansberry, Dramatikerin
- Lazaro Hernandez, Modeschöpfer
- Jonah Hill, Schauspieler
- Robert Jackall, Soziologe
- Marc Jacobs, Modeschöpfer
- Janine Jackson, Programmdirektorin „Fairness and Accuracy in Reporting“
- Donna Karan, Modeschöpferin
- Jamaica Kincaid, Schriftstellerin
- Doris Lecher, Autorin und Illustratorin
- Madeleine L’Engle, Schriftstellerin
- George Maciunas, Künstler des Fluxus
- Matisyahu, Singer-Songwriter
- Walter Matthau, Schauspieler
- Claire McCardell, Modeschöpferin
- Ryan McGinley, Fotograf
- Cécile McLorin Salvant, Jazzsängerin, Musikpädagoge
- Sidney Mintz, Ethnologe
- Isaac Mizrahi, Modeschöpfer
- Franco Modigliani Ökonom
- Richard Noll, klinischer Psychologe und Autor
- Shimon Peres, ehemaliger Staatspräsident Israels
- Ira Progoff, Psychotherapie-Professor, Entwickler der „Intensive Journal Method“
- Mario Puzo, Schriftsteller
- Mike Rodriguez, Jazzmusiker
- Narciso Rodriguez, Modeschöpfer
- Eleanor Roosevelt,[3] US-Präsidentengattin
- Franklin Delano Roosevelt III, Ökonom (Enkel des US-Präsidenten)
- Julio Rosado del Valle, bildender Künstler
- Jochen Rückert, Jazz-Schlagzeuger und Komponist
- Jossi Sarid, Journalist, israelischer Minister und Knesset-Abgeordneter
- Tinga Seisay, ehemaliger sierra-leonischer US-Generalkonsul, später Hochschullehrer
- Alex Skolnick, Musiker
- Rod Steiger, Schauspieler
- Sufjan Stevens, Singer-Songwriter
- Elaine Stritch, Schauspielerin
- William Styron, Schriftsteller
- Anna Sui, Modeschöpferin
- Mette Tronvoll, Fotokünstlerin
- Louisa Verhaart, Professorin, Autorin, Grafikdesignerin
- Johannes Weidenmüller, Jazz-Kontrabassist
- Ai Weiwei, Konzeptkünstler und Bildhauer
- Ruth Westheimer, Sextherapeutin
- Tennessee Williams[4], Dramatiker
- Shelley Winters, Schauspielerin
- Marion Post Wolcott, Fotografin
- Daniel Wolf, Mitbegründer der Zeitschrift The Village Voice
- Will Wright, Computerspiel-Designer von SimCity und The Sims
- Robert Glasper, Jazzpianist

## Dozenten und Professoren
Vergangenheit
- Janet Abu-Lughod
- Woody Allen
- Günther Anders
- Hannah Arendt
- W. H. Auden
- Jason Bateman
- Seth Benardete
- Franz Boas
- André Breton
- William F. Buckley, Jr.[3]
- John Cage
- Edmund Snow Carpenter
- Harry Cleaver
- Elsie Clews Parsons[5]
- Jacques Derrida
- John Dewey
- Stanley Diamond
- W. E. B. Du Bois
- John Eatwell
- Millicent Fenwick
- Sándor Ferenczi
- Betty Friedan[6]
- Erich Fromm
- Robert Frost
- Donna Gaines
- Andrea Geyer
- Alexander Alexandrovich Goldenweiser
- Martha Graham
- Tim Gunn, Modedesigner
- Aron Gurwitsch
- Jürgen Habermas
- Michael Harner
- Selig Hecht (1892–1947)[7]
- Robert Heilbroner
- Ágnes Heller
- Fred Hersch, Jazz Studies
- Edward Higgins
- Christopher Hitchens
- Eric Hobsbawm
- Karen Horney
- Roman Jakobson
- Hans Jonas
- Horace Kallen
- Kristina Kanders
- Ira Katznelson
- John Maynard Keynes
- Boris Mirkin-Getzewitsch[8] (französisch: Boris Mirkine-Guetzévitch)
- Kenneth Koch
- Elaine de Kooning
- Julia Kristeva
- Ernesto Laclau
- Emil Lederer
- Claude Lévi-Strauss
- Karl Löwith, Philosoph
- Ernest Mandel
- Claire McCardell
- Margaret Mead
- Sharon Mesmer, Creative Writing
- Piet Mondrian
- James Monaco, Filmwissenschaftler
- Lewis Mumford
- Reinhold Niebuhr
- Enrique Norten
- Claus Offe
- Frank O’Hara
- Erwin Piscator
- Adolph L. Reed, Jr.
- Wilhelm Reich
- Robert Reisner, Kunsthistoriker
- Herman Rose[9]
- Bertrand Russell
- Shelly Rusten, Fotograf
- Alfred Schütz
- Leo Strauss
- Sekou Sundiata
- Paul Sweezy
- Charles Tilly
- Louise A. Tilly
- Thorstein Veblen
- Albrecht Wellmer
- Max Wertheimer
- Frank Lloyd Wright
- Slavoj Žižek

Gegenwart
- Andrew Arato[10]
- Jonathan Bach
- Robin Blackburn
- Simon Critchley
- Faisal Devji
- Duncan Foley
- Nancy Fraser
- Sakiko Fukuda-Parr
- Paul Goldberger
- Jennifer Michael Hecht[11], Creative Writing
- Ben Katchor
- Marcel Kinsbourne
- Nina Khrushcheva
- Elzbieta Matynia[12]
- John Reed
- Anwar Shaikh[13], Volkswirtschaft, Globalisierung
- Christopher Shinn
- Scott Thornbury
- McKenzie Wark
- Reggie Workman
- Aristide R. Zolberg[14]